# Medusa (Schiff, 1867)
Die Medusa war eine Glattdeckskorvette der norddeutschen und Kaiserlichen Marine. Sie war das zweite Schiff der Nymphe-Klasse nach dem Amtsentwurf 1861, die für den Auslandsdienst beschafft wurden. 1867/68 wurde sie unter der Flagge des Norddeutschen Bundes im Mittelmeer, 1869 bis 1871 in Ostasien eingesetzt. Von 1875 bis 1880 erfolgten weitere Einsätze als Schiffsjungenschulschiff der Kaiserlichen Marine. 1881 wurde das Schulschiff Medusa aus der Flottenliste gestrichen. Der Rumpf wurde als Wohnschiff bis 1891 in Danzig verwendet und dann abgewrackt.

## Geschichte derMedusa
SMS Medusa lief am 20. Oktober 1864 bei der Königlichen Werft in Danzig vom Stapel. Sie war eine der beiden Glattdeckskorvetten der Nymphe-Klasse. Glattdeckskorvetten waren in der damaligen Terminologie Korvetten, deren Kanonen – anders als bei gedeckten Korvetten – offen auf dem Oberdeck standen. Ihr Schwesterschiff Nymphe war 1863 ebenfalls auf der Danziger Werft vom Stapel gelaufen. Die Entscheidung für den Bau der kleineren Korvetten erging 1861, als die Beschaffung der fünf größeren Schraubenfregatten der Arcona-Klasse noch nicht abgeschlossen war. Die Werft Danzig sollte den Bau bis auf die Antriebsanlage aus im Inland gefertigten Baustoffen und -teilen durchführen.
Benannt waren die Schiffe nach Figuren der griechischen Mythologie. Die Medusa war ein Ungeheuer, das die Betrachter versteinerte. Die neuen Korvetten verdrängten bei voller Ausrüstung 1202 t, waren 64,9 m lang und 10,2 m breit. Sie verfügten über eine Dampfmaschine für 8 Knoten (kn) Fahrt waren als Vollschiff mit 1500 m² Segelfläche getakelt. Bewaffnet waren die Medusa anfangs mit zehn glatten 36-Pfündern und sechs gezogenen 12-Pfündern. Die im Herbst 1865 fertiggestellte Medusa führte im September einige Probefahrten zwischen Danzig und Swinemünde durch wurde dann aber wegen des Krieges mit Österreich vorerst nicht in Dienst gestellt.

### Erste Einsätze
Die erste Indienststellung erfolgte erst am 10. April 1867. Die neue Korvette führte von Kiel aus weitere Probefahrten, zum Teil zusammen mit der gedeckten Korvette Hertha, durch und warb mit Passagierfahrten bei den Teilnehmern des XIV. Evangelischen Kirchentages für die preußische Flotte. Am 14. September 1867 verließ die Medusa mit der Hertha und dem Kanonenboot Blitz zu einer Fahrt ins östliche Mittelmeer. Die Schiffe hatten auch die Überführungsbesatzung für die neue Fregatte Kronprinz bis Portsmouth an Bord. Dort wurde am 1. Oktober erstmals die Flagge des neugeschaffenen Norddeutschen Bundes gehisst. Der erste aktive Einsatz der Medusa erfolgte Ende Oktober zusammen mit der Blitz und Schiffen anderer Staaten vor Kreta zum Schutz der griechischen Bevölkerung vor Übergriffen der türkischen Besatzungsmacht. Am 8. Dezember vereinigten sich die norddeutschen Einheiten vor Smyrna und der dienstälteste Offizier des Verbandes, Kapitän zur See Eduard Heldt, schiffte sich auf der Medusa für einen Besuch bei der türkischen Regierung ein, da er mit seinem größeren Flaggschiff Hertha nicht die Dardanellen passieren durfte. Anschließend machte die Medusa im Januar 1868 noch eine Rundreise in der Ägäis und kehrte dann ab dem 16. Februar über Alexandria bis Mitte April nach Kiel zurück. Eine geplante Ostasienreise unterblieb und die Korvette wurde am 15. Mai 1868 außer Dienst gestellt.

### Einsatz auf der Ostasiatischen Station
Schon am 20. August 1868 wurde die Medusa wieder in Dienst gestellt. Vor der geplanten Reise nach Ostasien kam das Schiff für einen Monat in die Werft in Danzig und trat dann am 20. Oktober die Ausreise an. Über Brasilien, wo der brasilianische Kaiser Pedro II. am 15. Dezember die Korvette besichtigte und wo sie über das Weihnachtsfest und den Jahreswechsel verblieb, lief die Medusa ab dem 3. Januar 1869 u. a. über die Sankt-Paul-Insel und Batavia bis zum 4. März nach Singapur, wo sie das vorgesehene Gebiet der Ostasiatischen Station erreichte, die jetzt offiziell entstand und dem Kommandanten der Medusa, Korvettenkapitän Marinus Struben, zum ersten dienstältesten Seeoffizier dieser Station machte. Neben der Wahrung der politischen und Handelsinteressen des Norddeutschen Bundes sollte die Korvette auch geeignete Punkte für die Errichtung einer Marinestation erkunden. Das Oberkommando der Marine dachte an Blairs Harbour nahe Kuantan an der Ostküste der Malaiischen Halbinsel, die Linschoten-Inseln in der Riu-Kiu-Gruppe zwischen Formosa und Japan sowie die Gotō-Inseln westlich Nagasaki am Eingang der Koreastraße. Wegen der Meldung des norddeutschen Botschafters in Japan über Christenverfolgungen dort lief die Medusa am 16. Mai weiter nach Japan. Auf dem Weg nahm sie in Hongkong an der Umwandlung des preußischen Generalkonsulats in ein norddeutsches teil. Ab Juni in den japanischen Gewässern besuchte sie verschiedene Häfen. Die Medusa gehörte ab Ende August zu den ausländischen Kriegsschiffen vor Tokio und Yokohama, die von den japanischen Behörden mehr Möglichkeiten der Bewegung innerhalb Japans für Handelsreisen erzwangen. Während ihrer Zeit vor der japanischen Küste hatte das Schiff Schäden durch einen auf See abgerittenen Taifun und die Kollision mit einem treibenden Schiff in einem Sturm. Ab dem 15. November folgte ein Einsatz gegen chinesische Seeräuber im Bereich um Macau, wo sie mit den Kanonenbooten anderer Staaten zusammenarbeitete. Der Kommandant der Korvette riet in seinem Bericht nach Berlin, der Norddeutsche Bund solle dem Beispiel folgen und auch ein flachgehendes Kanonenboot in den Gewässern um Kanton, Macau und Hongkong stationieren. Ende Januar 1870 besuchte die Medusa Bangkok, beteiligte sich an den Beerdigungsfeierlichkeiten für den verstorbenen siamesischen König und verhandelte über Schadenersatz für ein auf dem Mekong gerammtes und gesunkenes deutsches Segelschiff. Am 10. April 1870 begann die Korvette die Rückfahrt über Saigon nach Hongkong, auf der sie einen schweren Maschinenschaden erlitt und nur noch unter Segeln weiterreisen konnte. Die französischen Behörden ermöglichten die Reparatur auf der staatlichen Werft in Saigon und ein verletzter Matrose der Medusa konnte von dort mit einem französischen Schiff nach Europa zurück reisen. Die vollständige Reparatur der Maschine war in Saigon aber nicht möglich und die Medusa musste Anfang Juli 1870 in die Werft in Yokohama. Am 23. Juni hatte sie dort die aus der Heimat zur Verstärkung der Station entsandte Gedeckte Korvette Hertha getroffen, deren Kommandant, Kapitän zur See Heinrich Köhler, das Kommando auf der Station übernahm.
Am 15. August 1870 beteiligten sich die Offiziere der Medusa noch an der Feier des Napoléon-Tages auf einer französischen Panzerkorvette in Yokohama. Beide Seiten hatten keinen Kenntnis vom am 19. Juli in Europa ausgebrochenen Krieg. Erst einige Tage später erfuhren die Deutschen von diesem Umstand. Die in Nagasaki befindliche Hertha verlegte daraufhin nach Yokohama zur nicht einsatzbereiten Medusa, bei der zum Maschinenschaden auch noch Schäden am Rumpf und an der Takelage zu beseitigen waren. Der größte Teil des französischen Ostasiengeschwaders blockierte die beiden deutschen Schiffe in Yokohama, so dass die Masse der deutschen Handelsschiffe sich in Sicherheit bringen konnte. Die „Untätigkeit“ der beiden Schiffe wurde in der Heimat zum Teil kritisiert. Nach dem Friedensschluss in Europa erhielt die Medusa den Heimreisebefehl. Mitte April 1871 verließ die Korvette Japan und erreichte um das Kap der Guten Hoffnung am 26. August Kiel, wo sie gründlich untersucht wurde und am 10. Oktober 1871 außer Dienst stellte.
Da die Kaiserliche Werft Kiel noch unfertig war, musste die Medusa im August 1872 nach Danzig überführt werden, wo die notwendige Grundreparatur in der Bauwerft der Korvette durchgeführt wurde; gleichzeitig wurden einige Umbauten wegen des künftig vorgesehenen Einsatzes als Schiffsjungen-schulschiff vorgenommen.

### Einsatz als Schulschiff
Am 15. März 1875 wurde die Medusa erstmals als Schulschiff wieder in Dienst gestellt. In Kiel nahm sie Schiffsjungen an Bord, mit denen sie auf der Ostsee kreuzte und auch schwedische und norwegische Häfen besuchte. Ende August trat sie dann eine große Ausbildungsreise nach Südamerika und Westindien an. Die Korvette besuchte Santos und Montevideo. Auf dem Weg wieder nach Norden erreichte am 9. Januar 1876 in Barbados das Schiff der Befehl, die Rundreise durch Westindien abzubrechen. Das Schulschiff sollte nach Lissabon laufen und unterwegs intensive Waffenausbildung betreiben. Der Abbruch der Schulreise wurde mit angeblichen Desertationen nach außen begründet. Tatsächlich wollte die deutsche Regierung ein Kriegsschiff wegen auf dem Balkan aufgeflammter Unruhen zur Verfügung haben, ohne eine Einheit der Flotte vorzeitig wieder in Dienst zu stellen.
Die Mitte Februar vor Lissabon eingetroffene Medusa wurde Mitte März nach Messina entsandt, von wo sie sofort nach Saloniki weiterlief, wo der französische und der deutsche Generalkonsul ermordet worden waren (Saloniki-Mord). Als die Medusa am 15. Mai 1876 vor Saloniki eintraf, waren dort schon etliche Kriegsschiffe anderer Nationen versammelt, deren Zahl sich bis auf 29 erhöhte. Das deutsche Stationskanonenboot Meteor hatte nach Smyrna verlegt, das auf der Ausreise nach Ostasien befindliche Kanonenboot Nautilus war am 19. April vor Passieren des Sueskanals nach Konstantinopel umdirigiert worden.
Der routinemäßig in Dienst gestellte deutsche Flottenverband verließ unter Konteradmiral Karl Ferdinand Batsch am 22. Mai 1876 mit den Panzerfregatten Kaiser, Deutschland, Kronprinz und Friedrich Carl sowie dem Aviso Pommerania Wilhelmshaven und traf am 25. Juni vor Saloniki ein. Am 26. folgte noch das Kanonenboot Comet, das die Nautilus in Konstantinopel ablösen sollte. Die Medusa wurde Mitte Juli entlassen und kreuzte noch über den August im Mittelmeer zur Vervollständigung der Schiffsjungenausbildung. Am 21. September erreichte sie Kiel und wurde am 30. außer Dienst gestellt.
Am 4. April 1877 kam die Medusa wieder als Schiffsjungenschulschiff in Dienst und blieb bis Anfang Juli in der Ostsee, wo sie auch schwedische Häfen anlief. Am 27. Juli begann sie dann ihre große Auslandsreise, die im Süden bis nach Rio de Janeiro führte. Als sie seit dem 6. Januar 1878 vor Saint Thomas zur Geschützausbildung lag, erreichte sie der Befehl, gegen Nicaragua vorzugehen. Auf der Pazifikseite war mit der Korvetten Elisabeth (Flaggschiff) und Ariadne sowie der Fregatte Leipzig ein kleines Geschwader gegen Nicaragua gebildet worden (siehe →Eisenstuck-Affäre). Am 16. Februar lief die Medusa von Saint Thomas nach Colón, von wo ein Offizier zur Aufklärung nach Nicaragua entsandt wurde. Am 16. April verlegte die Medusa nach San Juan del Norte. Da den deutschen Forderungen nachgegeben wurde, konnte sie am 18. April ohne Waffeneinsatz ihre Ausbildungsfahrt fortsetzen und lief über US-Häfen in die Heimat. Am 15. September 1878 traf sie in Kiel ein und wurde am 28. planmäßig außer Dienst gestellt.
Am 4. April 1879 kam die Medusa zum letzten Mal als Schiffsjungenschulschiff in Dienst und blieb im Mai/Juni im Seegebiet um Danzig. Am 15. Juli begann sie dann ihre große Auslandsreise, die im Süden bis nach Bahia führte. Sie besuchte dann viele Antilleninseln, La Guaira und Puerto Cabello. Im Mai 1880 lag sie in Norfolk und von Mitte Juni bis Mitte Juli in Halifax. Am 10. September 1880 traf sie in Kiel ein und wurde am 30. planmäßig außer Dienst gestellt. Eine Voruntersuchung in der Kaiserlichen Werft in Kiel ergab, das die Medusa nur bei einer umfassenden Grundreparatur weiter einsatzfähig sein würde. Sie wurde nach Danzig überführt, wo bei genauer Untersuchung sich ergab, dass der Reparaturaufwand nicht mehr sinnvoll sei.
Die Medusa wurde am 5. April 1881 von der Liste der Kriegsschiffe gestrichen. Der Rumpf wurde erst 1891 zum Abbruch verkauft.

## Kommandanten
| April 1867 – Oktober 1871   | KK Marinus Struben    | 1826–1884 | zuletzt KzS   |
| August 1872                 | KK Heinrich Kühne     | 1838–1926 | Vizeadmiral   |
| März 1875 – September 1876  | KK Paul Zirzow        | 1838–1912 | Konteradmiral |
| April 1877 – September 1878 | KK Friedrich Hollmann | 1842–1913 | Admiral       |
| April 1879 – September 1880 | KK Gustav Matthesen   | 1842– ??  | KzS           |
| November – Dezember 1880    | KL Franz Junge        | 1846– ??  | KzS           |